# Cluse du Borne
La cluse du Borne est une cluse de France située en Haute-Savoie.

## Géographie
Le Borne ayant pris sa source dans la chaîne des Aravis au pied de la pointe Percée et grossi notamment par le Chinaillon au Grand-Bornand se fraye un passage dans le massif des Bornes avant de rejoindre la vallée de l'Arve et de confluer avec l'Arve à Bonneville,,,. Ainsi, sur une quinzaine de kilomètres du sud au nord, la rivière emprunte une succession de gorges, cluses et boutonnières, entaillant quasi perpendiculairement les structures plissées anticlinales et synclinales orientées ouest-sud-ouest-est-nord-est du massif des Bornes et de la chaîne du Bargy,,. Se succèdent ainsi le défilé des Étroits, la boutonnière d'Entremont, la boutonnière du Petit-Bornand et les gorges des Evaux.
Si les villages d'Entremont et du Petit-Bornand-les-Glières ont pu s'installer dans les boutonnières aux endroits où la cluse est la plus large, le reste des gorges est largement inhabité car encaissé entre des versants montagneux pouvant atteindre les 1 000 mètres de hauteur et pour une largeur minimale de quelques dizaines de mètres par endroit. La route départementale 12 constitue la seule route parcourant l'intégralité de la cluse, de la route départementale 4 entre Saint-Jean-de-Sixt et le Grand-Bornand au sud à la route départementale 1203 à Saint-Pierre-en-Faucigny au nord.

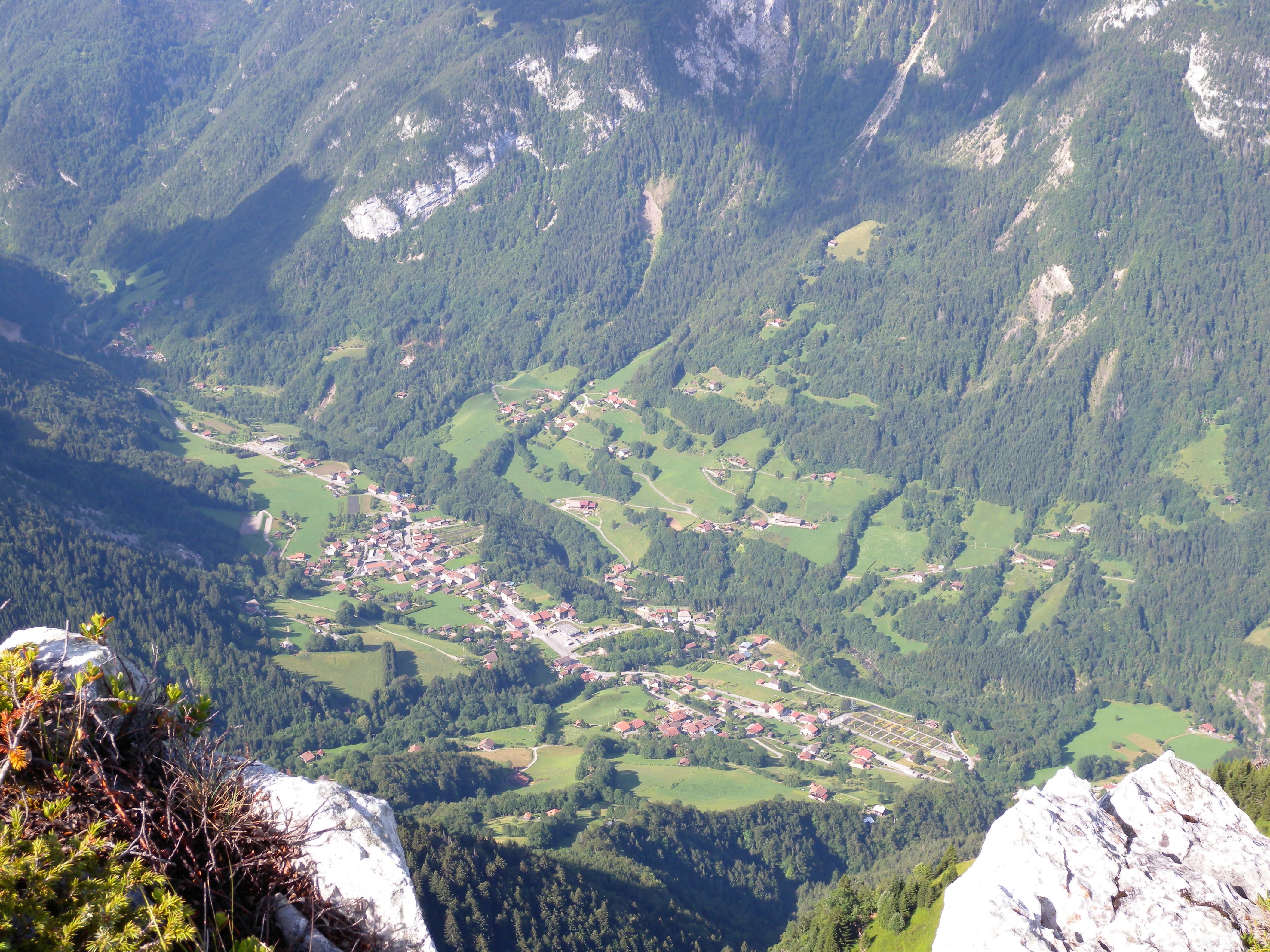
Le Petit-Bornand-les-Glières dans sa boutonnière depuis les rochers de Leschaux au nord-est.